# Saukopftunnel
Der Saukopftunnel unterquert nördlich von Weinheim den Westkamm des Odenwaldes. Durch ihn verbindet die Bundesstraße 38 die Oberrheinische Tiefebene mit dem Birkenauer Tal (Tal der Weschnitz). Er ist 2715 m lang und damit der längste einröhrige, im Gegenverkehr betriebene Straßentunnel in Deutschland. An  Werktagen fahren im Durchschnitt rund 20.400 Fahrzeuge durch den Saukopftunnel.

## Lage

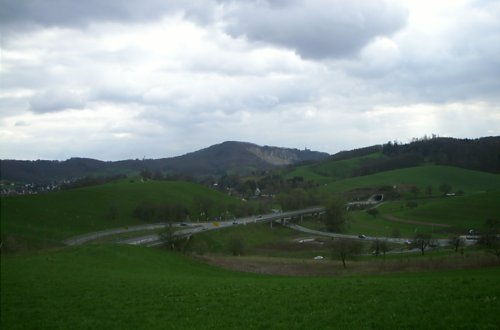
Saukopftunnel mit Talbrücke

Der Tunnel beginnt im Westen zwischen Weinheim und Weinheim-Sulzbach in Baden-Württemberg, führt in östlicher Richtung ungefähr unter dem 348 m hohen Saukopf durch und endet im Osten zwischen Birkenau und Nieder-Liebersbach in Hessen. Die darin verlaufende B 38 hat auf westlicher, badischer Seite Anschluss zur B 3 und zum Autobahnkreuz Weinheim (A 5), von wo aus sie sich als A 659 Richtung Mannheim fortsetzt und wo sie von der A 6 gekreuzt wird. Auf östlicher, hessischer Seite hat sie eine Abfahrt zu der Birkenau mit Nieder-Liebersbach verbindenden K 11 und führt danach über Mörlenbach in nordwestlicher Richtung weiter in den Odenwald.
Die Grenze zwischen Baden-Württemberg und Hessen liegt fast genau in der Mitte des Saukopftunnels, der Streckenanteil Baden-Württembergs ist unwesentlich größer (1,37 km gegenüber 1,35 km für Hessen).

## Geschichte

### Gründe für den Bau
Vor dem Bau des Tunnels führte die B 38 durch die Stadt Weinheim, das sehr enge und windungsreiche Durchbruchstal der Weschnitz und anschließend noch durch Birkenau. Durch den Tunnel umgeht seitdem ein Großteil des überörtlichen Verkehrs diese Verkehrshindernisse.

### Bau und Betrieb
Bis zur Fertigstellung des Baus dauerte es aufgrund von gerichtlichen Streitigkeiten mit Naturschützern über 30 Jahre. Der Tunnel wurde am 9. Dezember 1999 von den Ministerpräsidenten Erwin Teufel (Baden-Württemberg) und Roland Koch (Hessen) am Westportal auf der badischen Seite eröffnet. Zwischen den Bundesländern besteht ein Verwaltungsabkommen, nach dem Hessen für den Bau und den Erhalt des Tunnels zuständig ist, Baden-Württemberg dagegen den Betrieb und die Wartung gewährleistet.
In jedem Quartal ist der Tunnel für eine Woche (Mo–Fr) in den Nachtstunden (von 20 bis 5 Uhr) für turnusmäßige Wartungsarbeiten (z. B. Spülen der Drainage) gesperrt. In dieser Zeit wird der Verkehr über die alte B 38 umgeleitet.
Die Betriebskosten für den Saukopftunnel belaufen sich auf rund 1.000.000 Euro pro Jahr.
In einem Tunneltest des ADAC aus dem Jahre 2001 schnitt der Saukopftunnel mit „ausreichend“ ab. Um die Sicherheit im Tunnel zu erhöhen, wurde zwischen 2009 und 2013 parallel zum Tunnel ein Rettungsstollen gebaut und in weitere Sicherheitstechnik investiert, wodurch der Tunnel bei einem weiteren ADAC-Test 2015 die Note „sehr gut“ erreichte. Die Baukosten in Höhe von rund 30 Mio. Euro trug der Bund.
Durch einen Brand im Technikraum am 15. November 2010 wurde eine mehrtägige Stilllegung des Tunnels nötig. Die Sicherheit der Verkehrsteilnehmer war dabei zu keiner Zeit gefährdet, da sich der Technikraum an einem Berghang außerhalb des eigentlichen Tunnel befindet.

## Sicherheitseinrichtungen
- 3 Betriebszentralen (Westportal, Tunnelmitte, Ostportal)
- 2 Notgehwege von 1,0 m Breite
- 5 doppelseitige Nothaltebuchten
- 2 Zu- und Abluftzentralen an den Portalen
- 1 Abluftzentrale in der Tunnelmitte
- 26 Notruftelefone
- 48 Feuerlöscher
- 46 Fernsehkameras
- 7 Lautsprechergruppen
- 21 Feuermeldelinien
- 19 Hydranten
- Digital / Analog Gebäude und Tunnelfunkanlage
- 5 Verkehrssteuerungsprogramme
- 2 Fahrzeughöhenkontrollen

Einige Radiosender sowie DAB+ sind dank interner Verstärker auch im Tunnel zu empfangen. In Notfällen können damit über das Radio den Fahrern Sicherheitshinweise übermittelt werden.
Zur Planungszeit war es noch Stand der Sicherheitstechnik, in beiden Richtungen befahrene einröhrige Tunnel zu bauen. Bei der Eröffnung 1999 war dieses Konzept bereits überholt und nach Fahrtrichtungen getrennte Tunnelröhren hatten sich etabliert.

## Verkehrsbeschränkungen
Der Tunnel ist durch Verkehrszeichen 261 StVO für kennzeichnungspflichtige Kraftfahrzeuge mit gefährlichen Gütern gesperrt. Mit Zusatzschild Tunnel-Code (ADR) E

## Sonstiges
Der Saukopftunnel ist Thema des Kriminalromans Tod im Saukopftunnel aus der Serie Bergstraßen-Krimi von Manfred H. Krämer. Der Tunnel ist auch jährlich Ende August Teil der Radstrecke des Viernheimer Triathlons. Die ca. 40 km lange Strecke führt von Hemsbach durch den Odenwald und durch den dann für den allgemeinen Verkehr gesperrten Saukopftunnel über Weinheim nach Viernheim.